# 白頭大幹峡谷列車
白頭大幹峡谷列車（ペクトゥデガンきょうこくれっしゃ、朝: 백두대간협곡열차）、別名V-trainは、韓国鉄道公社（KORAIL）が運行する観光列車である。

## 概要
韓国北東部の嶺東線を走り、朝鮮半島を南北に貫く山脈・白頭大幹の峡谷区間を往復する韓国初のトロッコ列車で、2013年4月12日から運行を開始した。
客車は3両編成で、専用機関車も2両（4400形4459・4460）在籍している。また冬季には「星空列車」として夜間の運行も行われる。

## 名称の意味
- この列車の名称であるV-TrainのVはValleyの略であると同時に、峡谷の形を意味する。

## 運行区間
- 嶺東線 栄州駅 → 汾川駅 - 鉄岩駅（2往復、下り1本のみ栄州駅始発）

## 運賃

### ナドゥリパス
2,3日券を発券し、自由席は2日券は50,000ウォン、3日券は70,000ウォンだが、座席指定券は2日券70,000ウォン、3日券は100,000ウォンである。ナドゥリパスを購入すると、この列車だけでなく、一般列車セマウル号はもちろん、ムグンファ号特室までの座席を指定して乗車可能である。ただし、列車の座席が完売していた場合には、パスを持って立ち乗り席で搭乗可能であり、乗務員にパスを示してくれれば自由席で案内を受けることができる。

### その他
- 全区間8,400ウォンが適用される。上り終電と下り始発に限って運行されている慶州駅 - 鉄岩駅区間の場合は11,300ウォンを適用する。この列車も一般列車のようにKORAILのホームページで区間を定めて乗り降りすることができる。
- コレイル連携の旅行代理店では他列車と中部内陸循環列車の乗車券をまとめて販売している場合が多い。
- 夜行列車の場合韓国鉄道公社ではなく、コレイル観光開発からのみ前売り券の購入が可能である。